# The Imitation Game
The Imitation Game er en amerikansk historisk dramathriller fra 2014, instrueret af Morten Tyldum og med manuskript af Graham Moore, løst baseret på biografien Alan Turing: The Enigma af Andrew Hodges. I filmen følges blandt andet kryptoanalytikerne Alan Turing og Joan Clarkes kamp i Bletchley Park med at dekryptere meddelelser under Anden Verdenskrig. De er spillet af henholdsvis Benedict Cumberbatch og Keira Knightley.
Filmen modtog en Oscar for bedste filmatisering ved Oscaruddelingen i 2015.

## Medvirkende
- Benedict Cumberbatch som Alan Turing
- Keira Knightley som Joan Clarke[6]
- Matthew Goode som Hugh Alexander
- Rory Kinnear som Detective Nock
- Allen Leech som John Cairncross[7]
- Matthew Beard som Peter Hilton[8]
- Charles Dance som Cdr. Alastair Denniston
- Mark Strong som Maj. Gen. Stewart Menzies
- James Northcote som Jack Good
- Steven Waddington som Supt Smith
- Tom Goodman-Hill som Sgt. Staehl
- Alex Lawther som den unge Alan Turing
- Jack Bannon som Christopher Morcom
- Tuppence Middleton som Helen
- David Charkham som Joans far, William Kemp Lowther Clarke
- Victoria Wicks som Joans mor, Dorothy Clarke